# 香源食品
香源食品（英語：Freshasia Foods Ltd）是一家总部位于英国的中式速冻食品公司，由兰俭创立于2008年。该公司主营饺子和牛羊肉卷等产品，以地道的中国口味，在欧洲华人中有一定知名度。